# Presidente Carlos P. Garcia
Presidente Carlos P. Garcia é um município de  quarta classe de renda municipal (d) na província Bohol, nas Filipinas. De acordo com o censo de 1 de maio  de  2020 possui uma população de 23 625 pessoas e 5 727 domicílios.